# Astrid Miglar

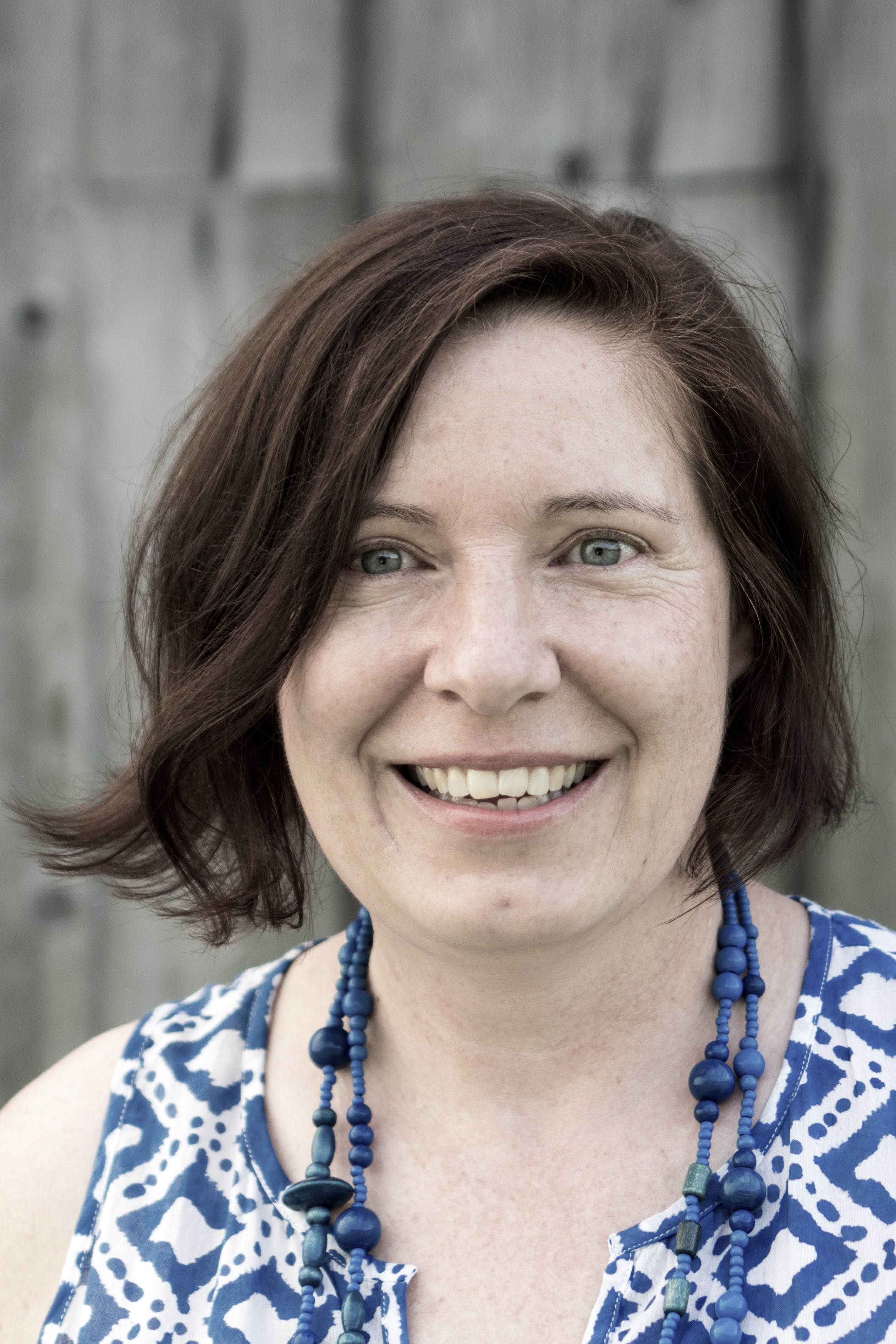
Astrid Miglar (2021)

Astrid Miglar (* 1970 in Steyr) ist eine österreichische Schriftstellerin.

## Biografie
Miglar lebt heute in Reichraming in Oberösterreich. Sie ist mit einem Polizeibeamten verheiratet und arbeitet hauptberuflich im kaufmännischen Bereich.
Gemeinsam mit weiteren Autoren gründete Miglar 2019 den literarischen Schreibzirkel textQuartett Steyr. Von April 2020 bis Juli 2021 teilte sie sich mit einem Schreibkollegen die Kolumne Würzige Wortwechsel in der Zeitung Oberösterreichische Nachrichten. Im Herbst 2021 erschien ihr erster Kriminalroman. 2024 erhielt sie ein Projektstipendium für Literatur für 2024/2025 des österreichischen Bundesministeriums für Kunst, Kultur, öffentlicher Dienst und Sport.

## Publikationen
- Natternkopf, Servus Verlag. 2021, ISBN 978-3-7104-0234-0.
- Hexenwerk und Drachenzeugs. Knabe Verlag, Weimar 2023, ISBN 978-3-940442-05-5.
- Mörderisches Traunviertel. Emons Verlag, 2023, ISBN 978-3-7408-1910-1.
- Blutrotes Weimar. Greifenverlag, 2024, ISBN 978-3-946553-67-0.
- Die schwarze Gräfin – Geheimnisse an der Eisenstraße. Emons Verlag, 2024, ISBN 978-3-7408-2166-1.
- Bittersüße Beute. Verlag federfrei, 2025, ISBN 978-3-99074-319-5.

### Anthologien (Auswahl)
- Direttissima. In: Mörderische Alpen. Kriminelle Geschichten. Servus Verlag, Salzburg/München 2019, ISBN 978-3-7104-0218-0, S. 107–120.
- Die Perücke. In: Nacktaktiv. Elysion Books, 2022, ISBN 978-3-96000-144-7, S. 224–233.
- Wiedersehen. In: Mölltaler Geschichten Festival. Sieben. Das lange Tal der Kurzgeschichten. Verlag Anton Pustet, 2023, ISBN 978-3-7025-1086-2, S. 101–106.
- Rote Gummistiefel. In: Sinnliche gute Nacktgeschichten. Erotisches zur Nacht. Elysion Books, 2023, ISBN 978-3-96000-078-5, S. 23–34.
- Seltsame Artefakte. In: Waffensalat eiskalt serviert. Fantasy-Anthologie. Totechöpfli, 2023, ISBN 978-3-907431-03-0, S. 91–105.
- Wandeljahre. In: Die Corona-Anthologie II. Cognac und Biskotten, 2023, ISBN 978-3-9505327-2-2, S. 25–30.
- Reiß dich doch zusammen! In: Literarisch-philosophisches Kompendium zu Rausch und Ekstase. Wiener Verlag für Sozialforschung, 2024, ISBN 978-3-99061-032-9, S. 132–139.
- Der letzte Jahrmarkt. In: Wie ich das Ende der Welt (üb)erlebte, Elysion Books, 2024, ISBN 978-3-96000-321-2, S. 21–35.

## Auszeichnungen
- 2022: Lyrik-Prosa-Märchenpreis AKUT, 3. Platz Märchen für Die Blumenhändlerin[7]
- 2023: Lyrik-Prosa-Märchenpreis AKUT, 1. Platz Märchen für Kraut & Rüben, eine märchenhafte Gemüseromanze